# Diamond (Luik)
Diamond is een Belgisch historisch merk van motorfietsen.
Th. Brasseur (al fietsenproducent vanaf 1919) maakte in 1931 in Luik lichte motorfietsen met een Sachs-tweetaktmotor van 98 cc.
Er waren meer merken met deze naam: zie Diamond (Birmingham) en Diamond (Wolverhampton).